# Тюрпен, Андре
Андре Тюрпен (фр. André Turpin, 1966, Квебек) — канадский кинооператор, сценарист, режиссёр. В 2000 и в 2010 году получил премии Джини, в 2015 году с режиссёром Ксавье Доланом для певицы Адель снял клип Hello, который стал одним из самых популярных на Youtube. Всего получил более 10 наград.

## Избранная фильмография
- 1996: Космос/ Cosmos (Дени Вильнёв и др., номинация на премию Джини за операторскую работу)
- 1998: На Земле 32-е августа / Un 32 août sur terre (Дени Вильнев, номинация на премию Жютра за операторскую работу)
- 2000: Водоворот / Maelström (Дени Вильнёв, премия Джини за операторскую работу)
- 2001: Пауки в голове / Un crabe dans la tête (Андре Тюрпен, также автор сценария, премии Жютра за лучший сценарий, режиссуру и операторскую работу, номинации на премию Джини за лучший сценарий и операторскую работу)
- 2003: Амелия / Amelia (Эдуар Лок, телефильм, номинация на премию Джемини за операторскую работу)
- 2005: Семья/ Familia (Луиза Аршамбо)
- 2006: Конгорама / Congorama (Филипп Фалардо)
- 2008: Клянусь, это не я! / C’est pas moi, je le jure! (Филипп Фалардо)
- 2010: Пожары / Incendies (Дени Вильнёв по пьесе Важди Муавада, премии Джини и Жютра за операторскую работу)
- 2012: Маленькая смерть / Petite mort (Луиза Аршамбо, короткометражный)
- 2013: Том на ферме (Ксавье Долан)
- 2014: Мамочка (Ксавье Долан)
- 2016: Это всего лишь конец света (Ксавье Долан)